# استوک نیویینگتون
latitudeاستوک نیویینگتونlongitudeاستوک نیویینگتون
استوک نیویینگتون (به انگلیسی: Stoke Newington) یک ناحیه در لندن است که در منطقه هکنی لندن واقع شده‌است.

## نگارخانه

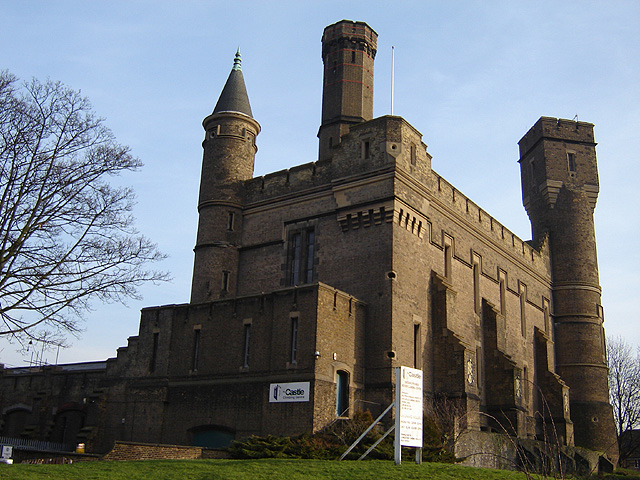
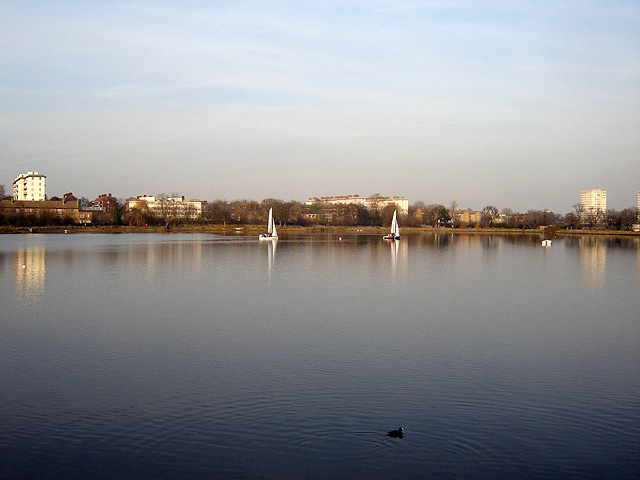
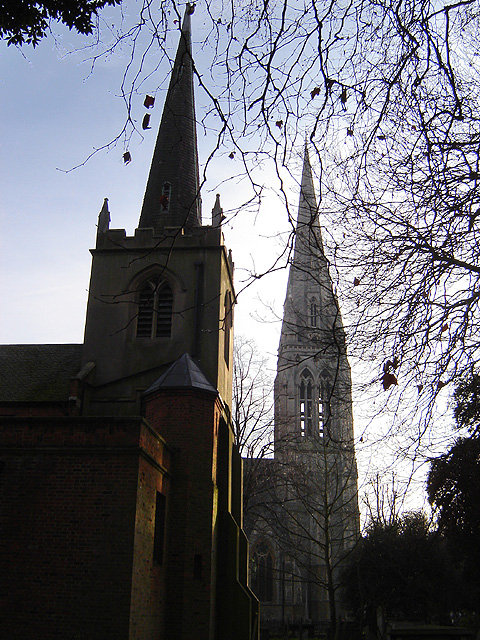
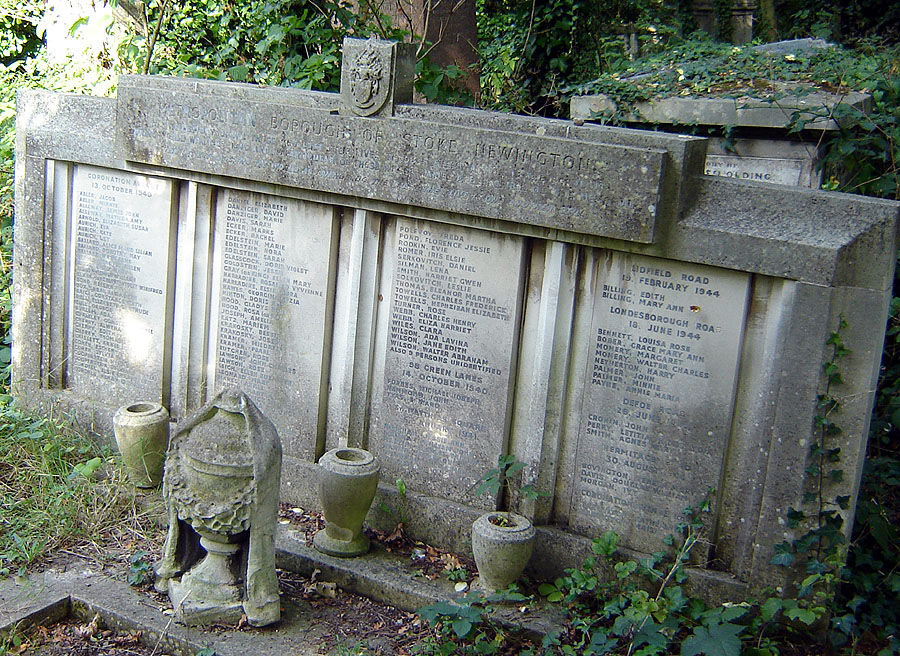
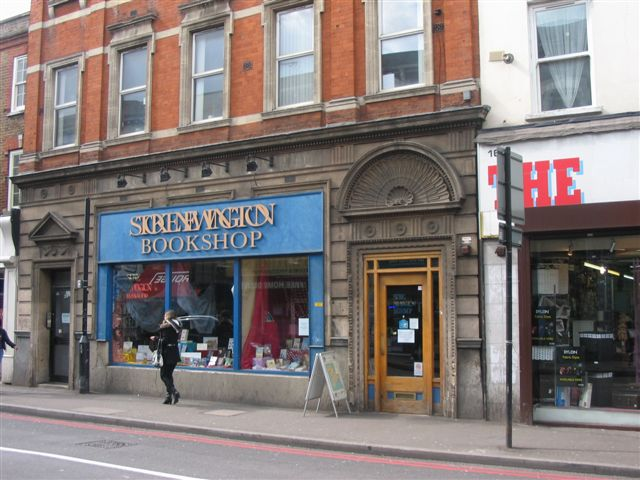